# Auriculariales
Ordre
Synonymes
- Aporpiales Bond. & M. Bond. (1960)
- Exidiales R.T. Moore (1996)

Les Auriculariales sont un ordre de champignons basidiomycètes. Les espèces de cet ordre étaient regroupées autrefois dans le taxon fourre-tout des « hétérobasidiomycètes » ou « champignons en gelée » ou « champignons gélatineux », car beaucoup d'entre elles ont un sporophore gélatineux qui produit des spores sur des basides cloisonnées.
Environ 200 espèces sont connues dans le monde entier, classées en six familles ou plus, mais la situation de ces familles est actuellement incertaine. Toutes les espèces d'Auriculariales sont considérées comme saprophytes, la plupart sur du bois mort. Plusieurs espèces du genre Auricularia sont cultivées pour l'alimentation à l'échelle commerciale, en particulier en Chine.

## Description

### Liste des familles et genres
- Aporpiaceae
- Auriculariaceae
- Heteroscyphaceae
- Hyaloriaceae
- Oliveoniaceae
- Patouillardinaceae
- Tremellodendropsidaceae

genres incertae sedis (sans familles)

Basidiodendron
Bourdotia
Ceratosebacina
Ductifera
Endoperplexa
Guepinia
Hauerslevia
Heteroacanthella
Heterochaetella
Heterorepetobasidium
Metabourdotia
Microsebacina
Protohydnum
Protomerulius
Protoradulum
Pseudohydnum
Renatobasidium
Serendipita
Stypella

### SelonNCBI(25 mai 2011)[2]
- famille Auriculariaceae
  - genre Auricularia
- famille Exidiaceae
  - genre Basidiodendron
  - genre Ceratosebacina
  - genre Ductifera
  - genre Eichleriella
  - genre Endoperplexa
  - genre Exidia
  - genre Exidiopsis
  - genre Guepinia
  - genre Heterochaete
  - genre Serendipita
- famille Hyaloriaceae
  - genre Bourdotia
  - genre Hyaloria
  - genre Myxarium
  - genre Protodontia
  - genre Protomerulius
  - genre Pseudohydnum
  - genre Stypella
  - genre Tremellodendropsis
  - genre Tremiscus
- Auriculariales incertae sedis
  - genre Heterochaetella
  - genre Oliveonia

## Galerie

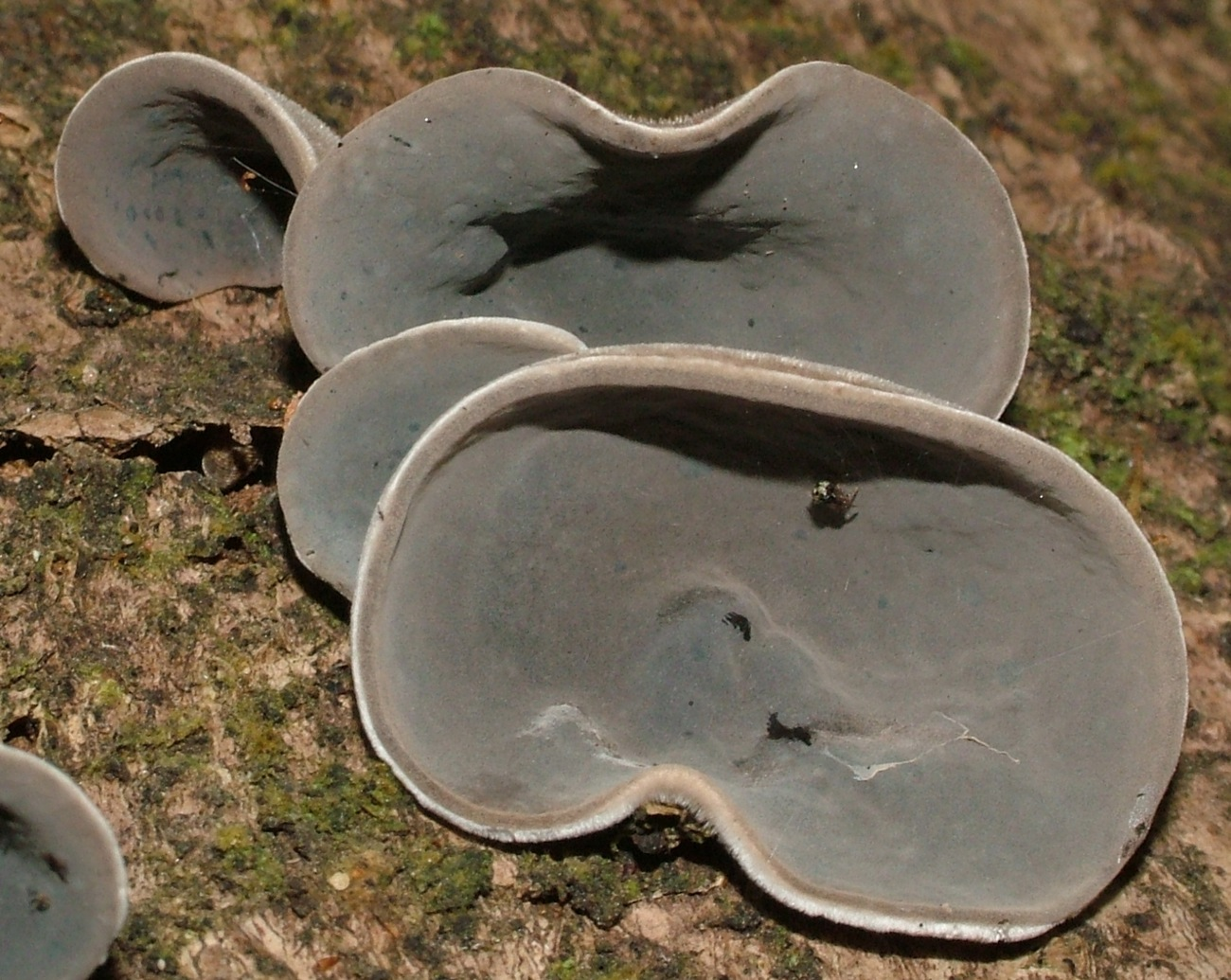
Auricularia cornea (Auriculariaceae).
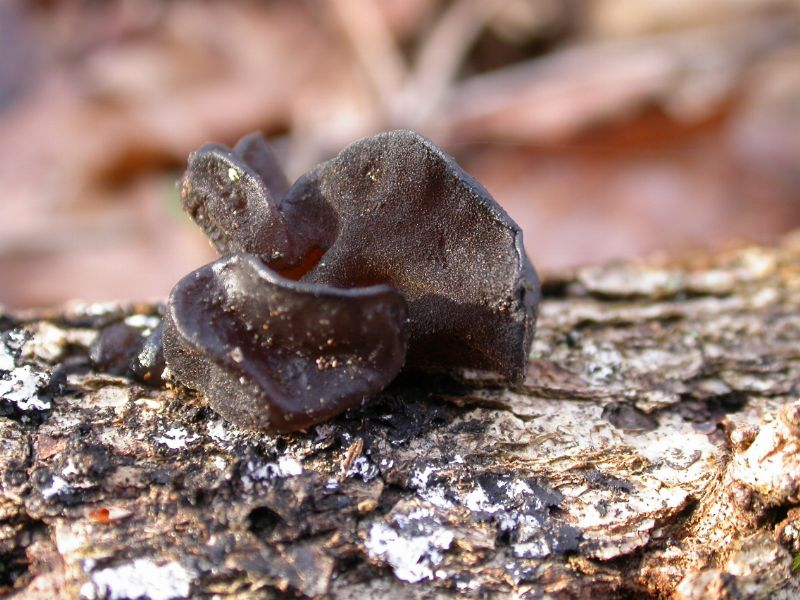
Exidia glandulosa (Auriculariaceae).
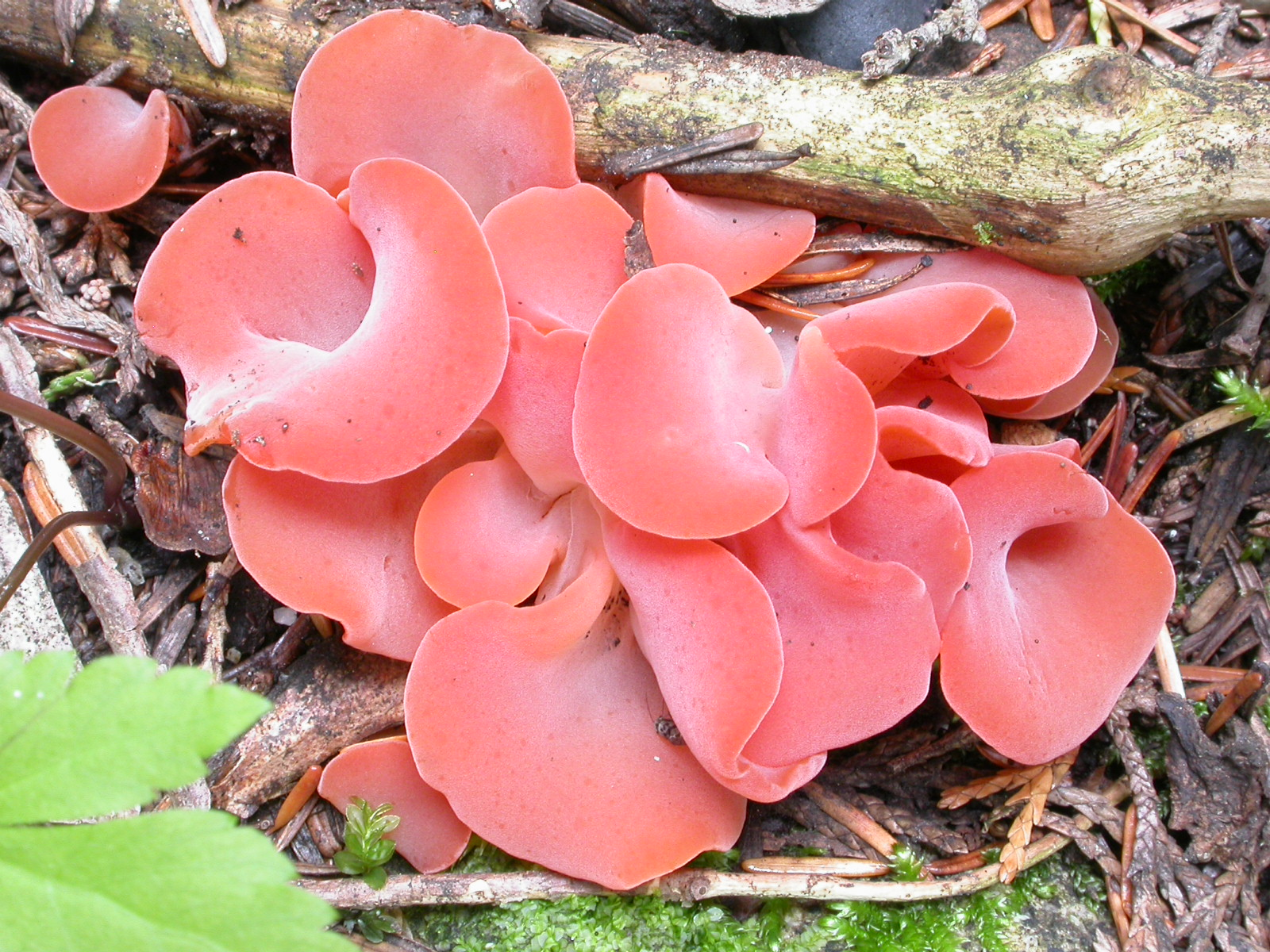
Guepinia helvelloides (incertae sedis).
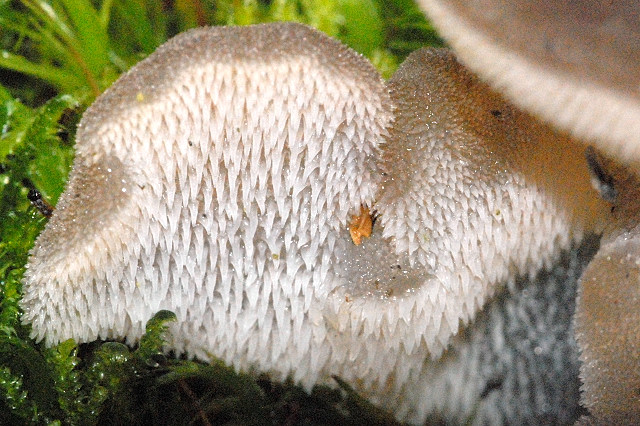
Pseudohydnum gelatinosum (incertae sedis).
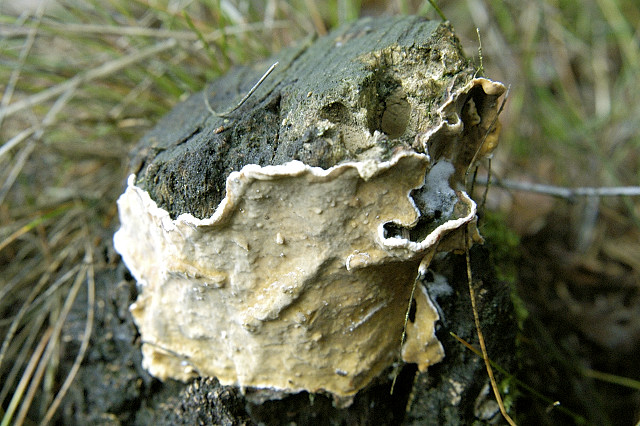
Eichleriella deglubens (Auriculariaceae).
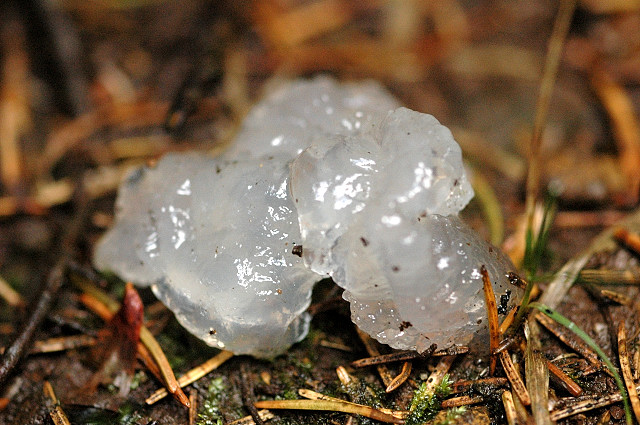
Myxarium nucleatum (Hyaloriaceae).